# 서부동 (경산시)
서부동(西部洞, Seobu-dong)은 경상북도 경산시의 행정동이다. 법정동 옥곡동, 사정동, 옥산동(이상 서부1동)과 옥산동, 중산동, 정평동(이상 서부2동)을 관할하고 있다.

## 역사
- 1989년 1월 1일 경산시를 설치하면서 행정동 서부동을 신설하였다.
- 2004년 10월 18일 서부동을 서부1동, 서부2동으로 분동하였다.

## 주요 시설
- 경산여자중학교
- 국민건강보험공단 경산지사
- KT 경산지점
- 서부1동 행정복지센터
- 국립농산물품질관리원경산청도출장소
- 경부선 경산역
- 경산여자고등학교
- 서부2동 행정복지센터
- 경산서부초등학교
- 경북중앙낙농축산업협동조합
- 경산장산초등학교
- 경산장산중학교
- 경산산림조합
- 대구 도시철도 2호선 정평역

## 주거
| 단지명                | 건설사            | 시행사                        | 주소                     | 입주        | 비고 |
| --------------------- | ----------------- | ----------------------------- | ------------------------ | ----------- | ---- |
| 한일유앤아이          | ㈜한일건설        | 대구하우징㈜                  |                          | 2005년 7월  |      |
| 동화프라임빌          | 동화주택㈜        | 동화주택㈜                    |                          | 2004년 6월  |      |
| 조은마을 부영 1차     | 동광주택산업㈜    | ㈜부영                        |                          | 2004년 4월  |      |
| 우리마을 부영 2차     | 동광주택산업㈜    | ㈜부영                        |                          | 2005년 7월  |      |
| 두리마을 부영 3차     | 동광주택산업㈜    | ㈜부영                        |                          | 2006년 6월  |      |
| 경산 우방유쉘         | ㈜씨앤우방        | 명지씨엠㈜                    | 강변서로 111 (옥곡동)    | 2009년 11월 |      |
| 펜타힐즈 푸르지오     | 대우건설          | 군인공제회                    |                          |             |      |
| 펜타힐즈 푸르지오 2차 | 대우건설          | 대한토지신탁㈜ 중산도시개발㈜ |                          |             |      |
| 펜타힐즈 더샵 1차     | 포스코이앤씨      | 대한토지신탁㈜ 중산도시개발㈜ | 펜타힐즈2로 60 (중산동)  | 2017년 8월  |      |
| 펜타힐즈 더샵 2차     | 포스코이앤씨      | 대한토지신탁㈜ 중산도시개발㈜ | 펜타힐즈2로 40 (중산동)  | 2018년 7월  |      |
| 펜타힐즈 힐스테이트   | 현대건설          | 군인공제회                    | 펜타힐즈2로 10 (중산동)  | 2021년 3월  |      |
| 중산자이 1단지        | 지에스건설㈜      | 우리자산신탁㈜ ㈜에이파크     | 펜타힐즈1로 130 (중산동) | 2023년 11월 |      |
| 중산자이 2단지        | 지에스건설㈜      | 우리자산신탁㈜ ㈜에이파크     | 펜타힐즈1로 84 (중산동)  | 2023년 11월 |      |
| 옥산 태왕한라타운     | ㈜태왕 한라주택㈜ | ㈜태왕 한라주택㈜             | 대학로8길 32 (중산동)    | 1996년 6월  |      |
| 옥산 경남신성         | ㈜신성 경남기업   | ㈜신성 경남기업               | 성암로21길 69 (중산동)   | 1996년 12월 |      |

## 법정동
- 서부1동
  - 옥곡동(玉谷洞)
  - 사정동(士亭洞)
  - 옥산동(玉山洞)
- 서부2동
  - 옥산동(玉山洞)
  - 중산동(中山洞)
  - 정평동(正坪洞)